# فهرست مجلات علمی
مجله علمی یک نشریه دوره‌ای دارای اخبار، دیدگاه‌ها و گزارش‌ها در خصوص علم برای مخاطبان غیر متخصص است. در مقابل، نشریه علمی برای کارشناسان علمی «ژورنال علمی» نامیده می‌شود. علم مجله علمی را غیر دانشمندان و دانشمندانی مطالعه می‌کنند که می‌خواهند در زمینه‌هایی خارج از تخصص خود اطلاعات کسب کنند.

## نمونه‌هایی از مجلات علمی
- بریتانیا
  - بی‌بی‌سی فوکوس
  - نیو ساینتیست
- آمریکا
  - عمومی
    - مجله دیسکاور
    - ام‌آی‌تی تکنالوجی ریویو
    - پاپیولار ساینس
    - نیو ساینتیست
    - ساینتیفیک آمریکن
    - وایرد

  - هوافضا/نجوم
    - مجله آسترونومی
    - اسکای اند تلسکوپ
- ایران
  - آسترونو مگ
  - دانشمند
  - دانستنیها
  - مجله زنجیره فناوری